# Marija Kameneva
Marija Andreevna Kameneva (in russo Мария Андреевна Каменева?; Orenburg, 27 maggio 1999) è una nuotatrice russa.

## Palmarès
- Mondiali in vasca corta

Windsor 2016: oro nella 4x50m sl mista.
Hangzhou 2018: bronzo nella 4x50m sl mista e nella 4x50m misti mista.
Abu Dhabi 2021: bronzo nei 100m misti e nella 4x50m sl mista.
- Europei

Glasgow 2018: oro nella 4x100m misti, argento nella 4x100m misti mista e bronzo nella 4x100m sl mista.
Budapest 2020: argento nella 4x100m misti, bronzo nei 200m dorso e nella 4x200m sl mista.
- Europei in vasca corta

Glasgow 2019: oro nei 50m sl, nella 4x50m sl mista e nella 4x50m misti mista, argento nei 100m dorso e nei 100m misti, bronzo nella 4x50m misti.
Kazan 2021: oro nella 4x50m sl e nella 4x50m misti, argento nei 100m misti, bronzo nei 50m sl e nella 4x50m misti mista.
- Giochi europei

Baku 2015: oro nei 50m sl, nella 4x100m sl, nella 4x200m sl, nella 4x100m misti, nella 4x100m sl mista e nella 4x100m misti mista, argento nei 100m dorso, bronzo nei 100m sl e nei 50m dorso.
- Universiadi

Taipei 2017: argento nei 50m sl, nei 100m sl e nella 4x100m sl.
- Mondiali giovanili:

Singapore 2015: oro nei 50m sl e nella 4x100m misti, argento nella 4x100m sl, bronzo nei 50m farfalla e nella 4x100m sl mista.
- Europei giovanili

Dodrecht 2014: argento nei 50m sl e nei 50m dorso, bronzo nei 50m farfalla.
Hódmezővásárhely 2016: oro nei 50m sl, nei 50m farfalla, nella 4x100m misti e nella 4x100m sl mista, argento nella 4x100m sl e nella 4x100m misti mista, bronzo nei 100m sl e nei 50m dorso.

## Primati personali
I suoi primati personali in vasca da 50 metri sono:
- 50 m stile libero: 24"20 (2021)
- 100 m stile libero: 53"45 (2019)
- 50 m dorso: 27"66 (2019)
- 100 m dorso: 59"10 (2021)

I suoi primati personali in vasca da 25 metri sono:
- 50 m stile libero: 23"55 (2019)
- 100 m stile libero: 52"11 (2021)
- 50 m dorso: 26"15 (2016)
- 100 m dorso: 56"10 (2019)
- 50 m delfino: 25"58 (2020)
- 100 m misti: 57"59 (2019)

## International Swimming League
| stagione 2020 | Stagione 2021   |
| ------------- | --------------- |
| London Roar   | Aqua Centurions |